# Culex intermedius
Culex intermedius is een muggensoort uit de familie van de steekmuggen (Culicidae). De wetenschappelijke naam van de soort is voor het eerst geldig gepubliceerd in 1951 door Lane & Whitman.